# Seznam litovskih hokejistov na ledu
Seznam litovskih hokejistov na ledu.

## A
- Arunas Aleinikovas
- Rolandas Aliukonis

## B
- Egidijus Bauba
- Dainius Bauba
- Dmitrijus Bernatavicius
- Arnoldas Bosas

## D
- Nerijus Dauksevicius

## K
- Andrius Kaminskas
- Arturas Katulis
- Mindaugas Kieras
- Dovydas Kulevicius
- Sarunas Kuliesius
- Tadas Kumeliauskas
- Donatas Kumeliauskas
- Arturas Kuzmicius

## L
- Darius Lelenas

## N
- Petras Nauseda
- Karolis Nekrauskas

## P
- Darius Pliskauskas

## S
- Karolis Slikas
- Martynas Slikas
- Raimondas Strimaitis
- Arturas Svedavicius

## T
- Paulius Tamkevicius

## V
- Dalius Vaiciukevicius
- Povilas Verenis
- Justinas Vezelis
- Tomas Visniauskas
- Algimantas Visockas

## Z
- Dainius Zubrus